# Значковое войсковое товарищество
Значковое войсковое товарищество — привилегированное казацкое сословие в Гетманщине. Было подчинено, в зависимости от ранга, лично гетману или старшине. Окончательно было выделено во время правления Ивана Самойловича и представляло собой военную аристократию. Значковое товарищество в свою очередь делилось на три разряда: бунчуковых, войсковых и значковых товарищей. Наиболее влиятельные и состоятельные представители значкового товарищества во времена Екатерины II перешли в дворянское сословие.

## История
Несмотря на единичные упоминания отдельных казаков как значковых товарищей еще во времена Хмельницкого в отдельное сословие их выделил Самойлович. Принимая во внимание неутешительный конец своих предшественников и изменчивость приверженности украинского общества, новоизбранный гетман активно начал формировать карательные отряды компанейцев и предоставлять привилегии значковому товариществу. Представителям этого сословия предоставлялось право неприкосновенности обычных судов, они получали в своё владение поместья и простолюдинов, пользовались социальными льготами.
Бунчуковые товарищи подчинялись гетману, значковые товарищи полковнику. Войсковые товарищи — лица которые на данный момент не имели «обладателя», но обладали значительными доходами и влиянием, и в зависимости от ситуации также со временем получали должность или правительство. В свою очередь представители значкового товарищества располагали вооружёнными отрядами так называемых шалашиков на которых тоже не распространялись общие законы Гетманщины.
Значковое войсковое товарищество, на феодальный строй, за свой счет привлекалось к военной службе, участия в осуществлении властных функций, офицерских советах, посольствах, ревизиях. Новая шляхта сосредоточила в своих руках значительные земельные владения, винокурение и промыслы, и тому подобное. Указом Екатерины II от 24 декабря 1784 года предоставления казацких чинов и званий прекратилось, а существующие на то время старшинские должности и ранги был переименован в соответствующие табельные чины.